# Paul Lovens
 (février 2023).
Si vous disposez d'ouvrages ou d'articles de référence ou si vous connaissez des sites web de qualité traitant du thème abordé ici, merci de compléter l'article en donnant les références utiles à sa vérifiabilité et en les liant à la section « Notes et références ».
Paul Lovens est un batteur et percussionniste de jazz et musiques improvisées né le 6 juin 1949 à Aix-la-Chapelle en Allemagne. Il joue également de la scie musicale et une grande variété de cymbale.

## Biographie
Autodidacte, Paul Lovens joue de la batterie depuis l'âge de 14 ans. Depuis la fin des années 60, il n'a cessé de jouer dans des formations de free jazz et de musiques improvisées. Il apparait pour la première fois sur disque aux côtés de Peter Kowald en 1972 sur le label FMP. Dans les années 1970, il joue en trio avec le pianiste Alexander Von Schlippenbach et Evan Parker ou en quartet, augmenté de Peter Kowald ou Alan Silva. À la même époque, il intègre le Globe Unity Orchestra. Ces différentes formations sont toujours actives. 
La majeure partie de sa discographie, dans les années 1970, est liée au label allemand FMP et aux musiciens proches du label. Avec le batteur Paul Lytton, il fonde un duo et crée ensemble le label Po Torch en 1976. Depuis les années 1980, il a joué dans le monde entier et a collaboré ou collabore toujours avec Derek Bailey, Cecil Taylor, Günther Christmann, Eugene Chadbourne, Peter Brötzmann, Sven-Åke Johnasson, Radu Malfatti, Mats Gustafsson, Thomas Lehn, Joëlle Léandre, Paul Hubweber, John Edwards, Aki Takase etc. Il a joué également au sein du Berlin Contemporary Jazz Orchestra.